# Sam Cronin
Sam Cronin (* 12. Dezember 1986 in Atlanta, Georgia) ist ein US-amerikanischer Fußballspieler auf der Position eines Mittelfeldspielers. Zurzeit spielt er für Minnesota United in der höchsten Spielklasse im nordamerikanischen Fußball, der Major League Soccer (MLS).

## Karriere

### Jugend und Amateurfußball
Cronin begann seine aktive Karriere als Fußballspieler im Jahre 2001 an der Mount Tabor High School in Winston-Salem, North Carolina, nachdem er mit seinen Eltern und vier Geschwistern zwei Jahre zuvor aus Atlanta hierhergezogen war. An der High School feierte er einige Erfolge mit der Mannschaft, wie zum Beispiel den Gewinn der Meisterschaft 2002, aber auch eine Anzahl individueller Erfolge.
Nach seinem Abgang von der High School im Jahre 2004 wechselte er 2005 an die Wake Forest University, die ihren Hauptcampus ebenfalls in Winston-Salem hat. Cronin spielte bei der dortigen Collegemannschaft, den Wake Forest Demon Deacons. In seinem Freshman-Jahr war er an der Universität neben Michael Lahoud einer der ersten, die in allen Spielen der Saison von Beginn an auf dem Platz standen. In dieser Saison machte er zwölf Schüsse auf Tor und gab drei Torvorlagen. Weiters wurde er in den ACC Freshman squad gewählt. Mit seinen 25 Spielen im zweiten Studienjahr war Cronin der einzige Sophomore im Team, dem es gelang in allen der 25 Partien von Beginn an zu spielen. Seine Leistungen stiegen im Vergleich zum Vorjahr ebenfalls und so kam Cronin neben vier Torvorlagen bei 34 Torschüssen auf vier Treffer. Unter anderem wurde er am Ende der Saison zum MVP der Demon Deacons gewählt. In der Saison 2006 kam Cronin bei 26 absolvierten Partien auf eine Bilanz von drei Treffern und acht Assists. Beim College Cup der gleichen Saison gab er die Torvorlage für Marcus Tracys spielentscheidendes Tor im Match gegen das Collegeteam der Virginia Tech. In seinem Abschlussjahr zeigte Cronin nochmals seine Qualität und erzielte bei 24 Meisterschaftspartien zehn Treffer und bereitete weitere vier Tore vor. In den vier Jahren an der Universität kam er so auf 98 Spiele, von denen er in jedem einzelnen von Beginn an auf dem Platz stand. Mit diesem Ergebnis stellte er einen neuen Rekord in der Geschichte der Wake Forest University auf. Weiters war er neben Marcus Tracy und Steve Zakuani einer von drei Anwärtern auf die Hermann Trophy, die seit 1967 jährlich für den besten College-Fußballspieler bzw. für die beste College-Fußballspielerin vergeben wird. Außerdem erhielt er in seinem Senior-Jahr verschiedene Auszeichnungen, wie zum Beispiel den Lowe's Senior CLASS Award. Daneben wurde er in das First Team All-American der NCAA gewählt.
Neben dem Universitätsfußball kam er von 2005 bis 2008 auch bei Carolina Dynamo in der als viertklassig angesehenen USL Premier Development League zum Einsatz und erzielte dort bei 39 absolvierten Spielen neun Treffer.

### Vereinskarriere
Seine Profikarriere begann am 15. Januar 2009, als er beim MLS SuperDraft 2009 in der ersten Runde als 2. Pick zum Toronto FC gedraftet wurde. Sein Profidebüt gab Cronin am 21. März 2009 in der ersten Runde der Saison 2009 beim 3:2-Heimsieg gegen die Kansas City Wizards; Cronin spielte die volle Spieldauer durch. Seinen ersten Treffer als Profifußballspieler erzielte er am 13. Juni 2009 beim 1:2-Auswärtssieg über die New York Red Bulls, als er in der 3. Spielminute den Führungstreffer schoss. Mit Toronto gewann er die Canadian Championship 2009.
Am 21. Juni 2010 wechselte er gegen eine Ablösesumme zu den San Jose Earthquakes.

### International
Am 25. Juni 2009 wurde Cronin erstmals für die US-amerikanische Fußballnationalmannschaft nominiert und zugleich in den Kader für den CONCACAF Gold Cup 2009 berufen. Beim 2:2-Remis im Gruppenspiel gegen Haiti gab Cronin sein A-Nationalmannschaftsdebüt, als er die gesamte Spieldauer auf dem Platz stand. Im Finale des Turniers kam er zu seinem zweiten Einsatz, als er in der 80. Spielminute für Kyle Beckerman eingewechselt wurde.

## Erfolge

### Verein
- FC Toronto

Canadian Championship: 2009, 2010
- San Jose Earthquakes

MLS Supporters’ Shield 2012

### Nationalmannschaft
- 2. Platz beim CONCACAF Gold Cup 2009

### Individuell
- 1× NCAA College Cup-Sieger: 2007
- Lowe's Senior CLASS Award 2008
- First Team All-American der NCAA: 2008

## Privates
Alle drei Brüder Cronins spielten College-Fußball, wobei sein Bruder McNeil an der Furman University in Greenville, South Carolina spielte und die anderen beiden Brüder, Colin und Hugh, an der North Carolina State University in Raleigh, North Carolina zu ihren Einsätzen kamen. Daneben hat Sam Cronin eine jüngere Schwester mit dem Namen Mary Grace.